# ナビー・アカシャ・モスク

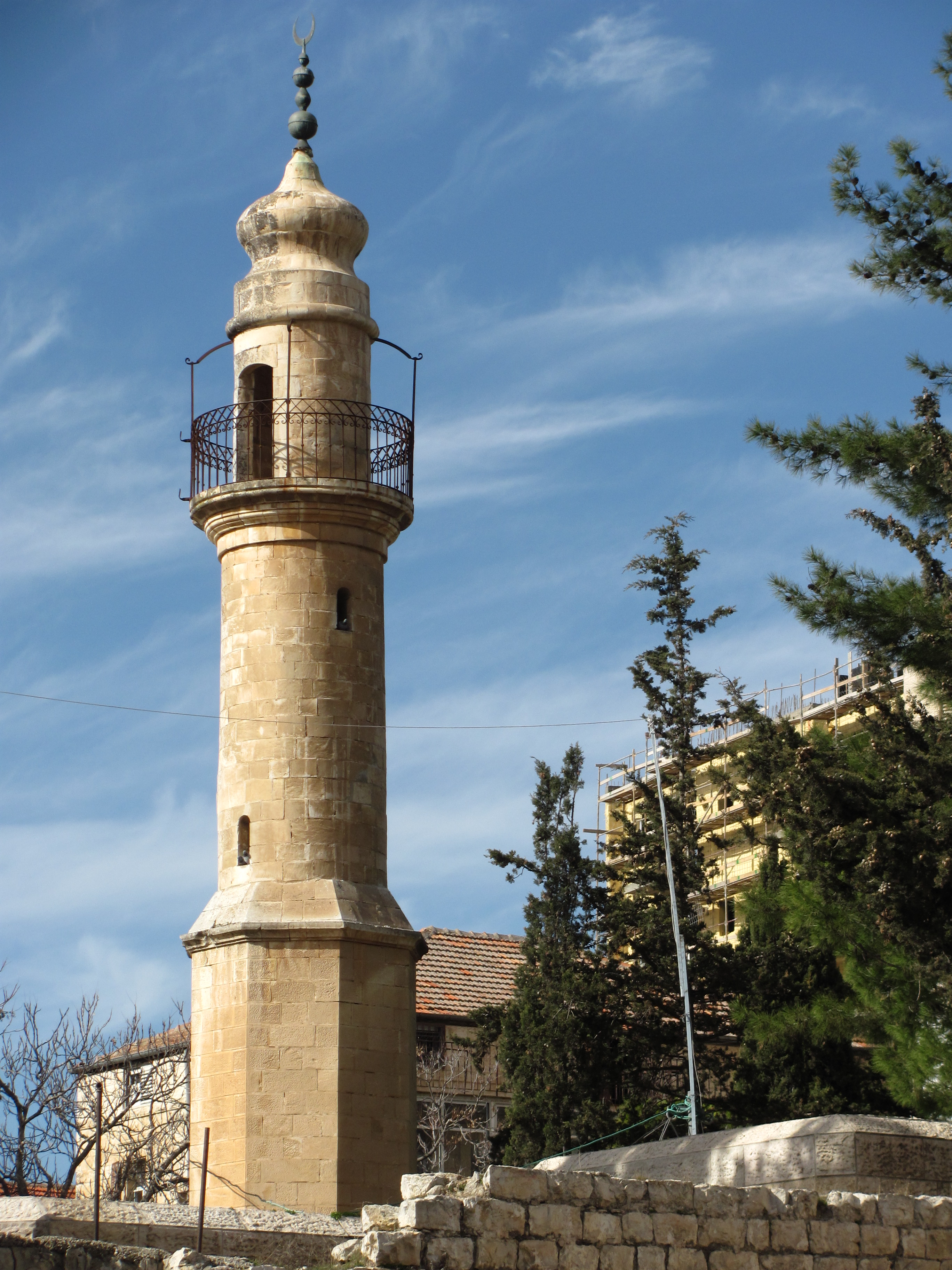
ナビー・アカーシャ・モスク

ナビー・アカーシャ・モスク（またはオカーシャ・モスク、ウカーシャ・モスク）は西エルサレムにある歴史あるモスクである。

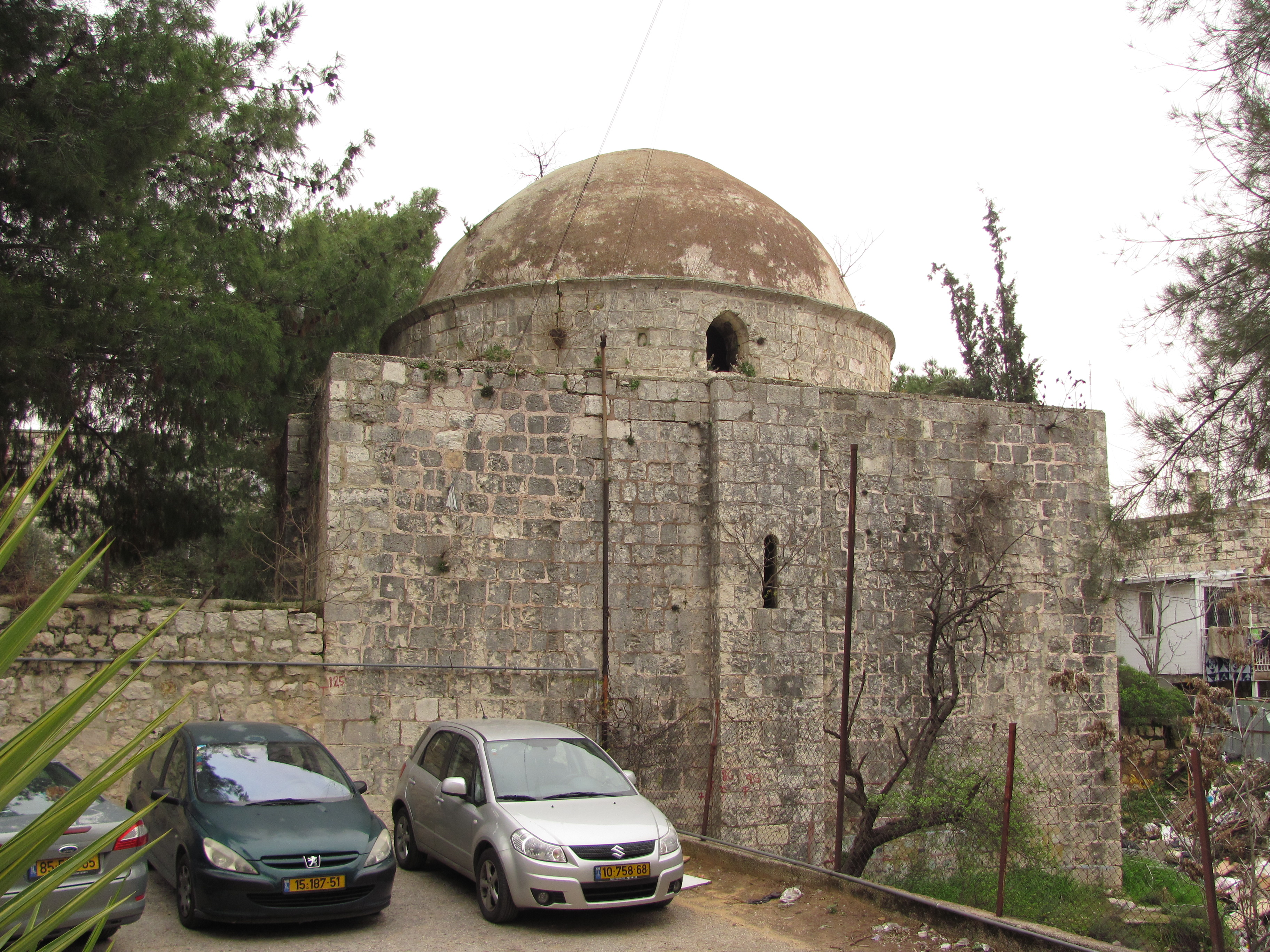
預言者アカーシャの墓

このモスクは、預言者ムハンマドの教友のひとりであるアカーシャ・ビン・モフシンの墓（12世紀）の横に19世紀に建てられた。イスラームの伝承によれば、サラディンの兵士たちがこの場所に葬られたという。マムルークたちにより、13世紀にこの墓廟は増築された。さらに、モーゼ、イエス、そしてムハンマドがここに葬られたという伝承があり、大英帝国の高等弁務官ジョン・チャンセラーをして、近くの通りを「預言者たちの通り」と名付けせしめた。

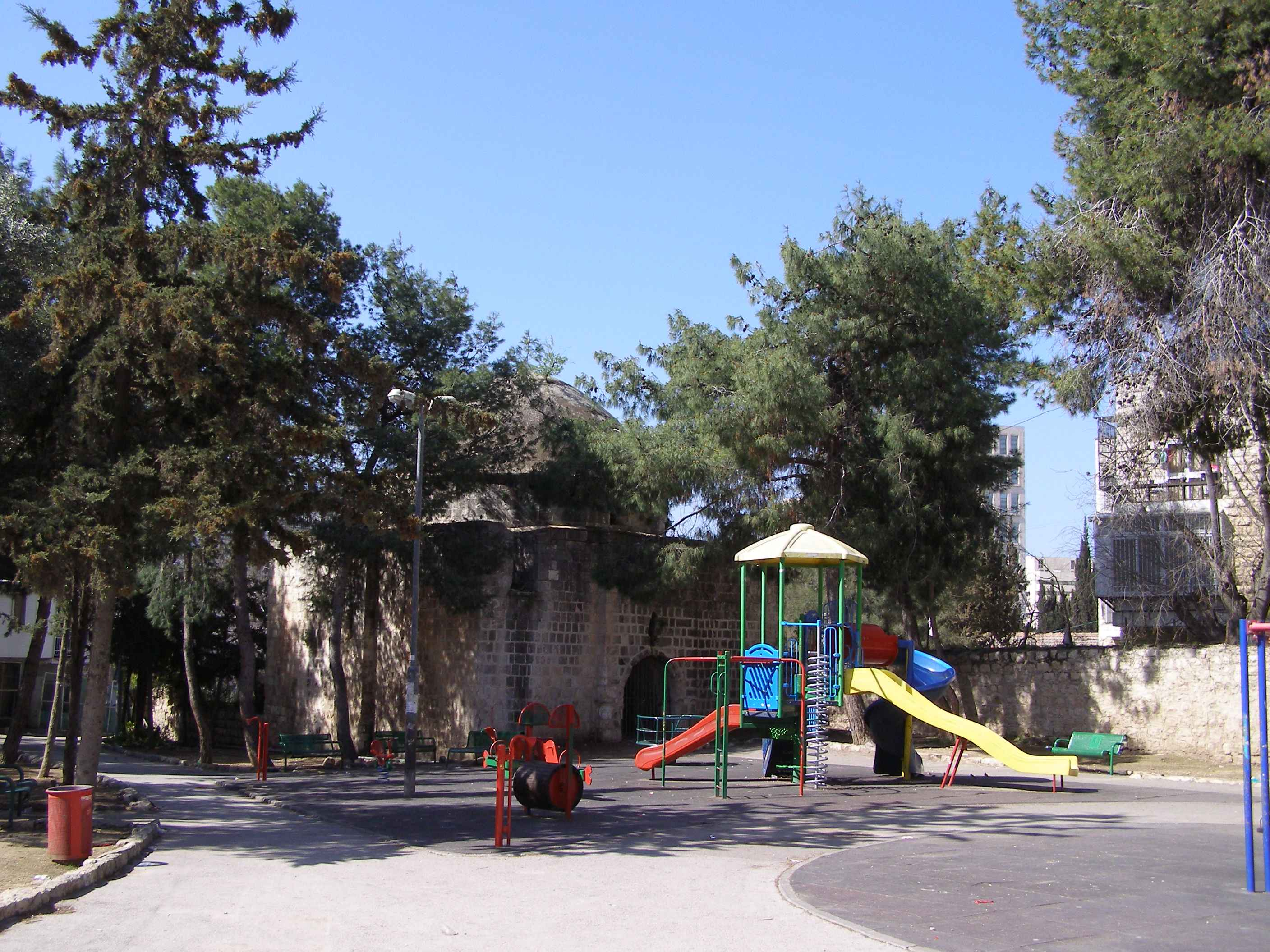
モスクと墓廟の近所の公園

1800年代には、70年以上に渡って、墓廟のある丘は、ヴィルナ・ガオンの学生たちの集会所として用いられていた。これらのユダヤ教徒たちは、アラブ人の持ち主から丘を借り、幕屋の中での勉学と金曜の晩の礼拝のために集まった。それには地元のアシュケナジムとセファルディムのカバラ主義者も参加した。

## モスクの20世紀
1929年8月26日、1929年のパレスチナ人暴動における虐殺に対する報復として、モスクはユダヤ教徒の集団に攻撃された。モスクは酷く傷つき、墓廟は冒涜された。1948年の第一次中東戦争の間、西エルサレムからパレスチナ人が逃去った結果、モスクは放棄された。現在モスクはハーレディ（超正統派）の住む街区の中にある公園の側に位置している。 シュトラウス通りと預言者たちの通りが交わる交差点の近くである。
2011年12月、モスクは極右過激派により、プライスタグアタックと呼ばれる行動においてグラフィティを書かれ、また彼らは火をつけようとした。モスクとしては現在機能しておらず、エルサレム市は建物を倉庫にしている。

## 注
1. ↑  アブラハムの宗教はいずれも日没から1日が始まるので、これはすなわち土曜日（シャバット＝７日目）の始まりである。